# Kościół św. Jana Chrzciciela w Pasterce
Kościół św. Jana Chrzciciela w Pasterce – rzymskokatolicki kościół pomocniczy należący do parafii św. Doroty w Radkowie.

## Historia

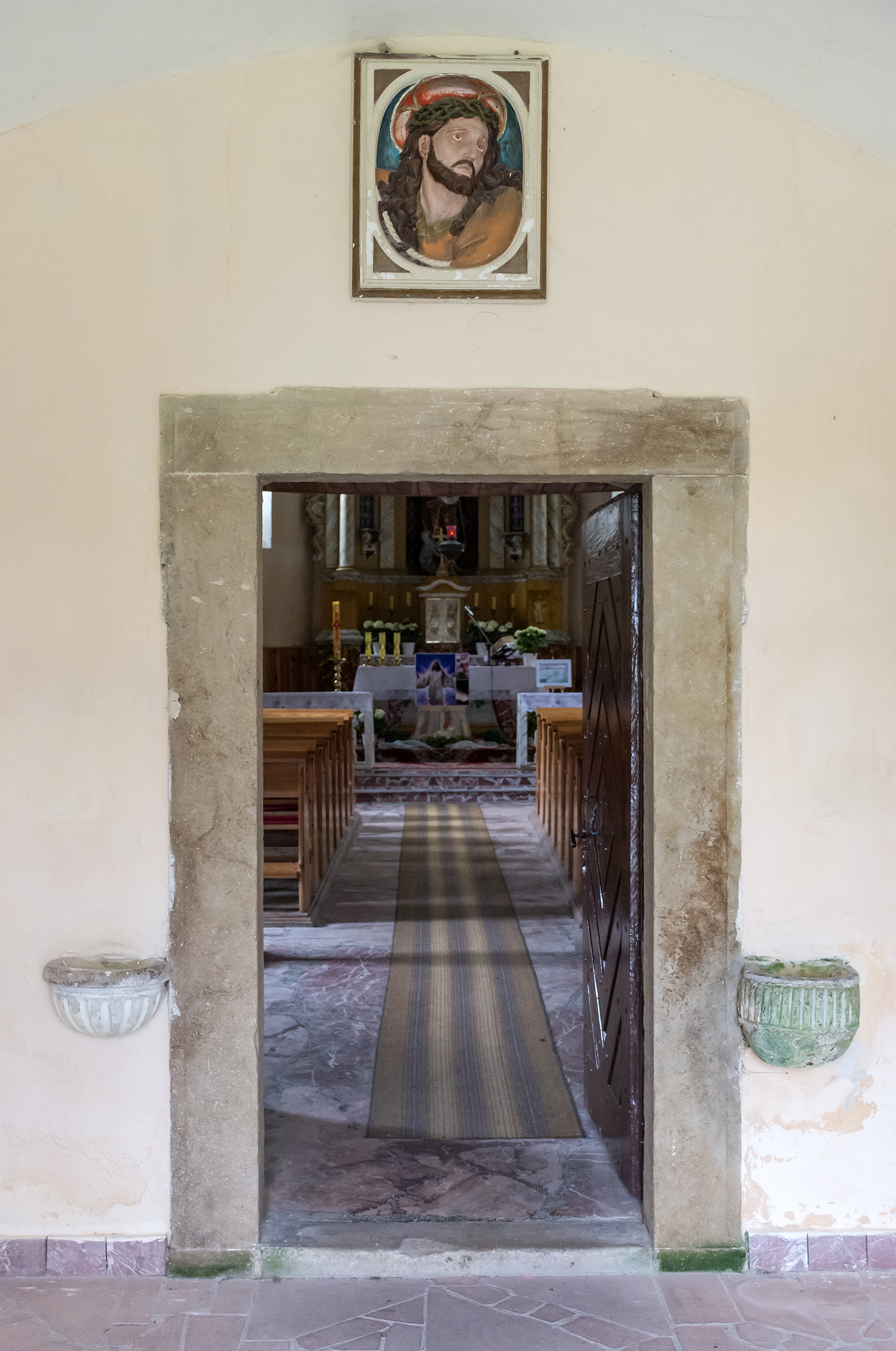
Nawa główna z prezbiterium

Pierwszy kościół wzniesiono z drewna w 1612 W 1680 r. z powodu groźby zawalenia postanowiono go rozebrać. Obecny kościół, murowany, został wzniesiony w 1787 r. w stylu barokowym. 15 lipca 1951 r. zlikwidowano parafię Pasterka przez przyłączenie jej do Radkowa. Plebanię w Pasterce odebrały władze komunistyczne i przeznaczyły na dom wypoczynkowy. W 1999 r. budynek plebanii i szkoły katolickiej odzyskano i przekazano Caritas Archidiecezji Wrocławskiej. Obecnie mieści się tam Ośrodek Rekolekcyjno-Wypoczynkowy.
We wnętrzu kościoła zachowały się m.in.: ołtarz główny, barok z XVIII w., organy barokowe z XVIII/XIX w., chrzcielnica polichromowana z 2 poł. XVIII w., zabytkowe rzeźby drewniane przedstawiające św. Jana Chrzciciela, św. Joachima oraz pięciu aniołków z XVIII w. a także sześć barokowych lichtarzy cynowych z XVIII w..